# Elfriede Seppi
Elfriede Seppi geb. Heering (* 6. Februar 1910 in Düsseldorf; † 14. Juni 1976 in Neuwied) war eine deutsche Politikerin (SPD).

## Leben und Beruf
Seppi wurde als uneheliches Kind geboren und wuchs bei ihren Großeltern in Heddesdorf auf. Nach dem Besuch der Volksschule absolvierte sie eine Ausbildung zur Einzelhandelskauffrau und wurde später Leiterin einer Filiale. Sie engagierte sich seit 1925 im Zentralverband der Angestellten (ZdA) und war Mitglied der gewerkschaftlichen Jugendvertretung. Nach ihrer Hochzeit eröffnete sie 1939 zusammen mit ihrem Ehemann eine Dampfwäscherei in Neuwied. Ihr Ehemann starb jedoch gegen Ende des Zweiten Weltkriegs an Wundbrand. Anschließend übernahm Seppi bis 1947 die geschäftsführende Leitung des Betriebs. Außerdem schloss sie sich der ÖTV an. Später war der SPD-Politiker Hans Böhm ihr Lebensgefährte.

## Partei
Während der Zeit der Weimarer Republik trat Seppi der SPD bei. Sie wurde 1953 Vorsitzende des Bezirksfrauenausschusses der SPD Rheinland-Hessen-Nassau.

## Abgeordnete
Seppi war von 1946 bis 1960 sowie von 1974 bis 1976 Stadtverordnete in Neuwied und dort Mitglied in der Wohlfahrts- und Wohnungskommission sowie in der Wirtschafts- und Ernährungskommission. Sie wurde 1947 erstmals in den Rheinland-Pfälzischen Landtag gewählt. 1959 legte sie ihr Landtagsmandat nieder, da sie zuvor in den Bundestag gewählt worden war.
Dem Deutschen Bundestag gehörte Seppi vom 13. Oktober 1959, als sie für den Abgeordneten Oskar Munzinger nachrückte, bis 1972 an. Sie wurde stets über die Landesliste der SPD in Rheinland-Pfalz gewählt. Im Bundestag war sie Mitglied des Ausschusses für Jugend, Familie, Soziales und Gesundheit sowie des Petitionsausschusses.

## Ehrungen

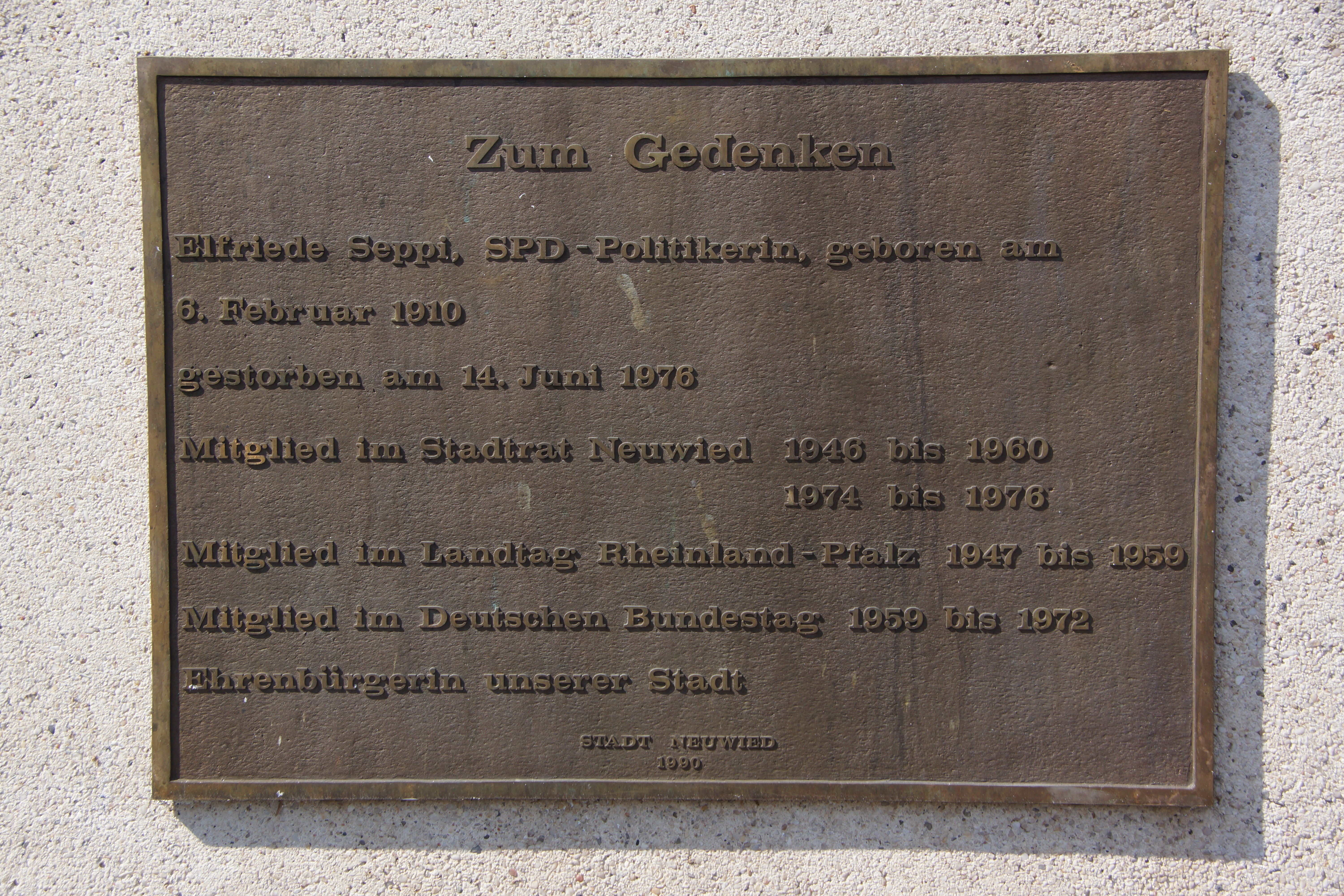
Gedenktafel in Neuwied

1970 wurde sie mit dem Großen Verdienstkreuz der Bundesrepublik Deutschland ausgezeichnet. 1976 wurde ihr die Ehrenbürgerschaft der Stadt Neuwied verliehen.